# Aníbal Troilo
Aníbal Troilo, zwany też Pichuco (ur. 11 lipca 1914 w Buenos Aires, zm. 18 maja 1975 tamże) – argentyński kompozytor i muzyk tanga argentyńskiego zwłaszcza bandoneonu.
Był dyrygentem orkiestry tanga. Jego śmierć wzbudziła w Argentynie podobne emocje co śmierć Carlosa Gardela kilka dekad wcześniej.